# Taça 12 de Novembro
Die Taça 12 de Novembro ist ein seit 2013 ausgetragener Fußball-Pokalwettbewerb für osttimoresische Vereinsmannschaften. Er wird jährlich von der Liga Futebol Amadora (LFA) veranstaltet und ist nach der Meisterschaft der zweitwichtigste Titel im nationalen Vereinsfußball. Der Sieger qualifiziert sich seit 2016 für die LFA Super Taça. Der Pokal ist zum Gedenken an das Santa-Cruz-Massaker in Dili am 12. November 1991 benannt.
Der Sieger des Pokals wird im K.-o.-System ermittelt. Endet ein Spiel nach regulärer Spielzeit unentschieden, wird der Sieger im Elfmeterschießen ermittelt. Eine Verlängerung von zweimal 15 Minuten wird nicht ausgespielt.
Rekordsieger sind Atlético Ultramar und der FC Lalenok United mit jeweils zwei Titeln. Gegenwärtiger Titelträger ist Lalenok United. Er gewann das Finale der Pokalrunde 2020 (7. Austragung) am 12. Dezember 2020 gegen Sport Laulara e Benfica mit 1:1 und einem anschließenden 4:1-Sieg im Elfmeterschießen.

## Die Endspiele im Überblick
| Datum         | Sieger            | Ergebnis        | Finalist                |
| ------------- | ----------------- | --------------- | ----------------------- |
| 12. Nov. 2013 | AD Dili Leste     |                 | AD Manufahi             |
| 01. Aug. 2015 | Aitana FC         | 3:2             | DIT FC                  |
| 10. Sep. 2016 | AS Ponta Leste    | 1:0             | Assalam FC              |
| 28. Okt. 2017 | Atlético Ultramar | 7:4             | Carsae FC               |
| 27. Okt. 2018 | Atlético Ultramar | 3:2             | Assalam FC              |
| 12. Okt. 2019 | FC Lalenok United | 3:2             | Sport Laulara e Benfica |
| 12. Dez. 2020 | FC Lalenok United | 1:1 (4:1 i. E.) | Sport Laulara e Benfica |

## Rangliste
| Rang | Verein                  | Titel | Jahr(e)    | Finale |
| ---- | ----------------------- | ----- | ---------- | ------ |
| 1    | Atlético Ultramar       | 2     | 2017, 2018 | 2      |
| 2    | FC Lalenok United       | 2     | 2019, 2020 | 2      |
| 3    | AD Dili Leste           | 1     | 2013       | 1      |
|      | Aitana FC               | 1     | 2015       | 1      |
|      | AS Ponta Leste          | 1     | 2016       | 1      |
| 6    | Assalam FC              |       |            | 2      |
|      | Sport Laulara e Benfica |       |            | 2      |
| 8    | AD Manufahi             |       |            | 1      |
|      | Boavista FC             |       |            | 1      |
|      | DIT FC                  |       |            | 1      |